# 中江有里
中江 有里（なかえ ゆり、1973年12月26日 - ）は、日本の女優、小説家、歌手。本名、中江 幸恵（なかえ ゆきえ）。大阪府大阪市出身。ウイングスジャパン（現：野村誠一ウイングスジャパン）→オフィスクレヨン所属。

## 来歴
- 1989年、アイドル雑誌『UP to boy』（ワニブックス）の美少女コンテスト「ミス・アップ」で優勝したことをきっかけに、高校1年生だった15歳で大阪から上京し芸能界入り[5]。以後『UP to boy』などの雑誌でグラビアアイドルを務める一方で、女優・タレント・歌手としての活動も増える。デビュー時の所属事務所はウイングスジャパン[6]。
- 1991年、BMGビクターからシングル『花をください』で歌手デビュー。
- 1992年、テレビドラマ『綺麗になりたい』（日本テレビ）で主演。
- 1994年3月、東京都立新宿山吹高等学校卒業[7]。芸能活動が忙しくなり、4つの高校を転々とした[5]。
- 1997年10月から1年半『サンデーモーニング』（TBS系列）のキャスターを務める。
- 2002年、NHK大阪放送局主催『第23回 BKラジオドラマ脚本懸賞』[5][8] でラジオドラマ脚本『納豆ウドン』が入選し、『FMシアター』で放送された。これを切っ掛けに脚本家としても活動している。
- 2006年、処女作の小説『結婚写真』を出版。
- 2013年、法政大学通信教育部文学部日本文学科卒業[9]。大学では北條民雄とその作品について研究した[10]。また同年には『週刊ブックレビュー』で共演した児玉清の助言を得て[5]、2作目の小説『ティンホイッスル』を執筆。
- 2015年からはTBSテレビ番組審議会委員。
- 2018年から文化審議会委員（第18期より）[11]、同国語分科会委員[12]。
- 2019年から歌手活動を再開する。きっかけは、何曲か松井五郎に作詞をしてもらっていたが、直接会ったことがないためプライベートで同氏のトークイベント[13]を観覧した。その時の出会いである[14]。2020年2月には渋谷「JZ Brat」でライブを開催した[15]。
- 2021年1月に28年ぶりアルバム『Port de Voix(ポールドヴォア)』を発売した[16]。
- 2021年3月から「天皇の退位等に関する皇室典範特例法案に対する附帯決議」に関する有識者会議メンバー[17]。
- 2023年8月、腎臓腫瘍で入院[18][19]。
- 2024年4月、天皇・皇后主催「春の園遊会」に招待された[20]。
- 2024年9月、主演映画「道草キッチン」の製作が決定した。2025年秋公開予定[21]。

- 近年は、女優業よりも文筆家やテレビ番組のコメンテーターとしてメディアに登場する機会が多い。文芸や読書に関する講演会の講師や有識者として複数の審議会の委員等も務めている。

## 人物
- 趣味は映画鑑賞、読書、ピラティス。読書は年間300冊以上。
- 特技は水泳、手話。
- 私生活では、2002年にテレビ番組製作会社勤務の男性と結婚したが、2010年に離婚している[2]。
- 2023年4月17日、写真家の初沢亜利と再婚していた事を文春オンラインが報じた。相手の初沢は初婚[3]。
- 阪神タイガースファン。実際に2023年は10回ほど球場まで見に行き[22]、同年9月14日に開催された対読売ジャイアンツ戦（阪神甲子園球場）の優勝決定時にも右翼席スタンドに居合わせていたほどである[23]。その縁で、関西のテレビ番組では阪神ファンとしてトークバラエティに出演することも多い。他の試合も観戦していたことが多く、阪神ファンであること自体が周囲からも有名であることから観戦した試合で阪神が勝利したことで「勝利の女神」と謡われることもある[24]。

## ディスコグラフィー

### シングル
| 枚          | 発売日         | タイトル                                                                                  | c/w                                                                                   | オリコン最高位 |
| BMGビクター | BMGビクター    | BMGビクター                                                                               | BMGビクター                                                                           | BMGビクター    |
| ----------- | -------------- | ----------------------------------------------------------------------------------------- | ------------------------------------------------------------------------------------- | -------------- |
| 1st         | 1991年10月21日 | 花をください 作詞：飛鳥涼 作曲：飛鳥涼 編曲：萩田光男                                     | あのひと 作詞：青木せい子 作曲：立花瞳 編曲：萩田光男                                 | 48位           |
| 2nd         | 1992年4月8日   | ままならぬ想い 作詞：来生えつこ 作曲：羽田一郎 編曲：萩田光男                             | 大人になりたい 作詞・作曲：Gary Temkin & Don Stirling 日本語詞：漣健児 編曲：萩田光男 | 43位           |
| 3rd         | 1992年7月22日  | 真夏の楽園 作詞：松井五郎 作曲：岸正之 編曲：岩本正樹                                     | 恋が綺麗になった 作詞：松井五郎 作曲：羽田一郎 編曲：岩本正樹                         | 42位           |
| 4th         | 1992年11月21日 | 風の姿 作詞：中島みゆき 作曲：中島みゆき 編曲：山川恵津子                                 | いつかあなたに逢ったら 作詞：松井五郎 作曲：井上大輔 編曲：岩本正樹                   | 36位           |
| 5th         | 1993年5月8日   | 見つめてほしいの 作詞：PROJECT MOONLIGHT CAFE 作曲：PROJECT MOONLIGHT CAFE 編曲：萩田光男 | まぶしい季節に 作詞：天野真澄 作曲：川上明彦 編曲：福田裕彦                           | 56位           |

### 配信シングル
| 枚    | 発売日         | タイトル                                                            | 収録アルバム | 備考                              |
| U-CAN | U-CAN          | U-CAN                                                               | U-CAN        | U-CAN                             |
| ----- | -------------- | ------------------------------------------------------------------- | ------------ | --------------------------------- |
| 1st   | 2020年10月28日 | いつも 作詞：松井五郎 作曲：松本俊明 編曲：安部潤                   | Port de Voix | 先行配信                          |
| 2nd   | 2020年12月16日 | プレゼント 作詞：松井五郎 作曲：玉置浩二 編曲：安部潤               | Port de Voix | 先行配信 玉置浩二の同名曲のカバー |
| 2nd   | 2020年12月16日 | 名前のない海 作詞：松井五郎 作曲：Qoonie 編曲：安部潤               | La chaleur   | [ 注 1 ] [ 15 ] [ 26 ]            |
| 2nd   | 2020年12月16日 | Réaliser 作詞：松井五郎 作曲：中村由利子 編曲：安部潤               | Impression   | -                                 |
| 3rd   | 2021年9月8日   | コントレール 作詞：松井五郎 作曲：崎谷健次郎 編曲：安部潤           | Impression   | -                                 |
| 3rd   | 2021年9月8日   | 空に星があるように 作詞：荒木一郎 作曲：荒木一郎 編曲：Qoonie       | 未収録       | 荒木一郎の同名曲のカバー          |
| 4th   | 2022年3月16日  | わたしのような誰か 作詞：松井五郎 作曲：マシコタツロウ 編曲：安部潤 | Impression   | -                                 |
| 4th   | 2022年3月16日  | このまま 作詞：松井五郎 作曲：Qoonie 編曲：Qoonie                   | Impression   | -                                 |
| 5th   | 2023年1月4日   | なみだ、海へ帰す 作詞：松井五郎 作曲：武沢侑昂                      | La chaleur   | -                                 |
| 6th   | 2023年7月16日  | 二人の掟 作詞：松井五郎 作曲：崎谷健次郎 編曲：安部潤               | La chaleur   | [ 28 ]                            |
| 7th   | 2023年12月6日  | ともしびの種 作詞：松井五郎 作曲：森恵 編曲：安部潤                 | La chaleur   | -                                 |

### アルバム

#### オリジナル・アルバム
| 枚          | 発売日        | タイトル      | オリコン最高位 | 備考                        |
| BMGビクター | BMGビクター   | BMGビクター   | BMGビクター    | BMGビクター                 |
| ----------- | ------------- | ------------- | -------------- | --------------------------- |
| 1st         | 1992年5月21日 | mémoire       | 52位           |                             |
| 2nd         | 1993年5月21日 | Deux couleurs | 47位           |                             |
| U-CAN       |               |               |                |                             |
| 3rd         | 2021年1月27日 | Port de Voix  | 149位          | 同年4月14日ネット配信開始   |
| 4th         | 2022年5月25日 | Impression    |                | 同年12月21日ネット配信開始  |
| 5th         | 2024年6月19日 | La chaleur    |                | 2005年3月14日ネット配信開始 |

### タイアップ曲
| 楽曲             | タイアップ                                             |
| ---------------- | ------------------------------------------------------ |
| 真夏の楽園       | フジテレビ系『クイズ!年の差なんて』エンディングテーマ  |
| 恋が綺麗になった | NTTハウディコードレスホン テレビCMイメージソング       |
| 風の姿           | 読売テレビ・日本テレビ系ドラマ『綺麗になりたい』挿入歌 |
| 風の姿           | NTTコードレスルームテレフォン CMイメージソング         |

## 出演

### テレビドラマ
- ドラマチック22「なかよし」（1990年、TBS）
- ふたり（1990年、NHK総合）[注 2]
- ダンナ様は18歳（1990年、TBS）
- アトランタホテル物語（1991年、テレビ東京）
- 東芝日曜劇場「センチメンタル無宿」（1992年、CBC） - 村上緑 役
- キライじゃないぜ（1992年、TBS） - 海王寺悦子 役
- 綺麗になりたい（1992年、よみうりテレビ） - 主演・朝山風子 役
- ビートたけしのつくり方（1993年 - 1994年、フジテレビ）
  - ミニドラマ「大家族主義」 - えみ
  - ミニドラマ「堀切家の人々」 - えみ
- 白の条件（1994年、関西テレビ） - 主演・野田華子 役
- 古都（1994年、テレビ東京）
- 裸の大将 第74話「オロチに巻かれてサァ大変」（1995年、関西テレビ） - 唱子 役
- 連続テレビ小説（NHK総合）
  - 「走らんか!」（1996年）[32]
  - 「どんど晴れ」（2007年）
- 土曜ドラマ「ちいさな大冒険」（1996年、NHK総合）
- 三人姉妹（1997年、日本テレビ）
- 新・花へんろ（1997年、NHK総合）
- 京都迷宮案内（1999年、テレビ朝日）第1シリーズ第3話「一条戻り橋の謎」　- 松村さやか(バスガイド)
- 金曜時代劇（NHK総合）
  - 「しくじり鏡三郎」（1999年）
  - 「茂七の事件簿 ふしぎ草紙」（2001年）
- 櫂（1999年5月6日・13日、NHK-BS2） - 牛和歌 役[33]
- 大河ドラマ（NHK総合）
  - 「葵 徳川三代」（2000年） - 鷹司孝子役
  - 「義経」（2005年） - 建春門院滋子役
- オアシス（2000年、NHK総合）
- 倉敷－パリ 夢のあしあと（2000年、テレビ朝日）
- ストレートニュース（2000年、日本テレビ）
- 時代劇ロマン「藤沢周平の人情しぐれ町」（2001年、NHK総合）
- ビッグウイング（2001年、TBS）
- はみだし刑事情熱系（2001年、テレビ朝日）
- 小京都ミステリー(30) 「エジプト パピルス殺人事件」（2001年、日本テレビ）
- 至上の恋（2001年、NHK総合）
- 盤嶽の一生 第5話「落としもの」（2002年、フジテレビ） - おぶん 役
- 変装婦警の事件簿3（2002年、テレビ朝日）
- 森村誠一サスペンス 窓（2003年、TBS）
- 京都・金沢一寸法師殺人事件（2003年、日本テレビ）
- 山岳救助隊紫門一鬼5 北アルプス殺人山行（2003年、テレビ東京） - 樋口美和子 役
- 弁慶（2004年、テレビ大阪）[34]
- ドラマW 第9弾「理由」（2004年4月29日、WOWOW） - 作家 役[注 3]
- 柳生十兵衛七番勝負（2005年、NHK総合）
- 文學の唄 恋する日曜日「彼女の告白」（2005年、BS-i）
- ケータイ刑事 銭形命 第10話「美しき脚本家たち!〜美脚連殺人事件」（2009年9月5日、BS-TBS） - 中江有里（本人） 役
- 名古屋発ドラマ「幸せのかたち〜離婚の危機を迎えたら〜」（2011年10月14日、NHK名古屋放送局） - 岸本容子弁護士 役
- 重版出来! 第2話（2016年4月19日、TBS） - 書店員(コミック担当長)木俣 役[35]
- 大阪環状線 ひと駅ごとの愛物語 Part2 第7話「妻の霊がカツラに取り憑いた男」（2017年2月8日、関西テレビ） - 聡子 役[36]。

### バラエティ・情報番組等
- ドリフ大爆笑（フジテレビ）
- 第40回NHK青春メッセージ（1994年1月15日、NHK総合） - サブ司会
- 新サンデーモーニング（1997年10月 - 1998年8月、TBSテレビ） - サブキャスター
- 週刊ブックレビュー（2004年 - 2012年3月、NHK-BS2） - 司会
- 情報プレゼンター とくダネ!（2007年10月 - 2008年9月・2013年4月 - 2021年、フジテレビ） - コメンテーター
- 経済ワイド ビジョンe （2009年4月 - 2010年3月、NHK総合） - コメンテーター（不定期）
- にっぽん原風景紀行 　BSジャパン）
  - ならまち小路と裏道散策（2009年4月29日）
  - にっぽん原風景紀行 万葉から続く歴史町と桜の里（2009年5月6日）
- ベストドラマ100（2010年5月 - 、BS-TBS） - ナビゲーター
- 女優登竜門デビュー（2011年4月 - 、TBSテレビ） - ナビゲーター
- ウェークアップ!ぷらす（2011年 - 2021年 、読売テレビ） - コメンテーター
- FNNスーパーニュースアンカー（2012年 - 2015年、関西テレビ） - コメンテーター
- あさイチ（2013年 、NHK総合） - 書籍ナビゲーター
- ゆうがたLIVE ワンダー（2015年 - 、関西テレビ） - コメンテーター
- ひるまえ ほっと（NHK総合（関東甲信越地域のみ）- コーナー担当[注 4]。
  - 『中江有里のブックレビュー』（2013年4月3日 - 2024年3月）
  - 『中江有里のひるまえ図書館』（2024年4月15日 - 2025年3月）
- Mr.サンデー（2013年10月 - 、フジテレビ・関西テレビ） - コメンテーター
- 報道の日 第二部（2013年12月29日、TBSテレビ） - ゲスト
- NHK高校講座 国語表現（2014年、NHK Eテレ） - 司会
- よんチャンTV（2023年1月 - 、毎日放送）- コメンテーター
- 100分de名著 北条民雄『いのちの初夜』（2023年2月、NHK Eテレ） - 講師

### ウェブ番組
- エアレボリューション（ニコニコ生放送、2024年8月21日）

### 映画
- ふたり（1991年、松竹） - 前野万里子 役[注 2]
- リトルシンドバッド -小さな冒険者たち-（1991年、東映アストロ）
- 奇跡の山 さよなら、名犬平治（1992年、東宝） - 主演・牧村敦子 役（『日本アカデミー賞』新人俳優賞）
- 学校（1993年、松竹） - えり子 役
- 四姉妹物語（1995年、東宝） - 小暮こなみ 役[37]
- ひめゆりの塔（1995年、東宝） - 野里綾 役
- あした（1995年、東宝） - 直子 役
- 風の歌が聴きたい（1998年、ザナドゥー） - 主演・高森奈美子 役
- 虹の岬（1999年、東宝）
- ROUND1（2002年、アスミック・エース） ※友情出演
- 花（2003年、ザナドゥー）
- 理由（2004年、アスミック・エース）[注 3]
- 葬式の名人（2019年9月20日公開、ティ・ジョイ） - 岩日京子 役
- 海辺の映画館―キネマの玉手箱（2020年7月31日公開、アスミック・エース） - 奈美子 役
- 道草キッチン（2025年秋公開予定、キョウタス） - 主演・桂木立 役[21]

### ラジオ
- 中江有里 裸足のメモワール （1991年10月 - 1993年10月、ニッポン放送）
- SONG STORIES （TOKYO FM）
- ラジオビタミン（2011年 - 2012年、NHKラジオ第1）
- FMシアター「ポンソンファ」（2002年8月24日、NHK-FM / NHK大阪放送局制作）
- NHKジャーナル 「ジャーナル文化流行」 マンスリーブックレビュー （2020年 - 2023年2月、NHKラジオ第1）
- 三宅民夫のマイあさ! 「マイBiz」（2020年 - 2023年2月、NHKラジオ第1）

### CM
- JR東海（1989年）
- NTTコードレステレホン（1990年 - 1994年）
- 京都呉服（1990年 - 1992年）
- ロート製薬 メンソレータム 薬用スポッツオフ、キャンパス・リップ ほそみ 他（1990年）
- 増進会出版社（現：増進会ホールディングス）Z会（1991年 - 1992年）
- 資生堂 リンスインシャンプー SUMSU（1992年）
- ボシュロム コンタクトレンズ（1992年）
- 江崎グリコ ポッキー ポッキー四姉妹物語（清水美砂・牧瀬里穂・今村雅美との共演）（1993年 - 1995年）
- 朝日生命 （1993年 - ）
- サンマーク・ライフクリエーション（現：サンマリエ） （1998年）
- 日本エスリード（2000年 - 2007年）

### 舞台
- 「歌だ!祭りだ!〜BS･TBSサマーパーティーin赤坂BLITZ!ファン感謝祭歌謡祭〜」（2009年8月27日）

### ライブ
- 「Réaliser」（2020年2月13日、東京・渋谷「JZ Brat」）[15]
- 中江有里-Live streaming-「Port de Voix - acoustique」 produce by Goro Matsui（2021年3月17日、東京・目黒「BLUES ALLEY JAPAN」） - 配信ライブ[38]
- 「Port de voix」（2021年5月23日、東京・渋谷「JZ Brat」）[39]
- 「Bon anniversaire !」（2021年12月26日、東京・渋谷「JZ Brat」）[40]

## 書籍
写真集
- DEUXMONTS（野村誠一 1993年4月、ワニブックス） ISBN 4-8470-2316-1
- まばたき （野村誠一 1994年4月、講談社） ISBN 4-06-305029-7

ほか。
主な雑誌
- UP to boy（複数号） - ワニブックス
- 週刊ヤングマガジン（複数号） - 講談社
- 週刊プレイボーイ（複数号） - 集英社

ほか。
小説
- 結婚写真（2006年11月、NHK出版）ISBN 978-4-14-005513-7 - のち文庫
- ティンホイッスル（2013年1月、角川書店）ISBN 978-4-04-110374-6
- 残りものには、過去がある（2019年1月、新潮社）ISBN 978-4-10-352211-9 - のち文庫
- トランスファー（2019年6月、中央公論新社）ISBN 978-4-12-005206-4 - のち文庫
  - わたしたちの秘密（2022年7月、中央公論新社）ISBN 978-4-12-2072343

- 万葉と沙羅（2021年10月、文藝春秋）ISBN 978-4-16-391454-1 - のち文庫
- 水の月（2022年5月、潮出版社）ISBN 978-4-267-02343-9
- 愛するということは（2024年8月、新潮社）ISBN 978-4-10-352212-6

エッセイ
- ホンのひととき 終わらない読書（2017年9月、PHP研究所）ISBN 978-4-569-76766-6  - のち文庫
- わたしの本棚（2017年11月、PHP研究所）ISBN 978-4-569-83702-4

テキスト
- NHKテキスト 北条民雄『いのちの初夜』（100分de名著 2023年2月）（2023年1月、NHK出版）ISBN 978-4-14-223148-5

絵本
- みんなスーパーヒーロー（2021年9月、平凡社）ISBN 978-4-582-83868-8 - 翻訳を担当

## 脚本

### テレビ
- 先生道「初恋の先生」（BS-i）
- 恋する日曜日 シリーズ（BS-i）
  - セカンドシーズン「誰より好きなのに」
  - 第3シリーズ「またあえる日まで」
  - 文學の唄「水仙月の四日」
- Girl's BOX「箱入り娘のクリスマス」（BS-i）
- カルピス・ドラマスペシャル 「父とわたしの秘密」（BS-i）
- 東京少女 シリーズ（BS-i）
  - 山下リオ「私が欲しいもの」
  - 水沢エレナ「好きといえない」
  - 桜庭ななみ「小さな恋」
  - 大政絢「幸福荘ものがたり」
  - 岡本杏理「川の匂い」
  - 瓜生美咲「東京タワー」
  - 草刈麻有「もうひとりの私」
  - 岡本あずさ「16年目の約束」
  - 日向千歩「東京的少女」
  - 真野恵里菜「10才のあたし」
  - ユ・ソルア「東京の休日」
- Pocky 4 Sisters!（BS-i）[48]

### ラジオ
- FMシアター 数作品あり（NHK-FM）
- 青春アドベンチャー
  - 「よけいな『お世話様』」(2010年12月23日）（NHK-FM）ほか

## その他メディア掲載
- 続けること、やめること 中江有里さんが語る女性の決断 ： 日本経済新聞
- 独立メディア塾 オープントーク